# Eremophlepsius parvulus
Eremophlepsius parvulus är en insektsart som beskrevs av Dlabola 1961. Eremophlepsius parvulus ingår i släktet Eremophlepsius och familjen dvärgstritar. Inga underarter finns listade i Catalogue of Life.